# 马立凯
马立凯（1925年—1990年），男，回族，直隶（今河北）定县人，中华人民共和国政治人物，曾任宁夏回族自治区政协副主席。